# Pyrellia diversipalpis
Pyrellia diversipalpis är en tvåvingeart som först beskrevs av Camillo Rondani 1863.  Pyrellia diversipalpis ingår i släktet Pyrellia och familjen husflugor. Inga underarter finns listade i Catalogue of Life.